# MATE (시험)
MATE(영어: Multimedia Assisted Test of English, 한국어: 메이트)는 숙명여자대학교가 1997년 개발한 멀티미디어 방식의 영어 말하기 및 쓰기 수행능력을 평가하는 시험이다.

## 개요
MATE는 숙명여자대학교 교양교육원에서 주관·시행하고 있으며 1999년 11월 제1차 정기 시험이 시행되었다. 2006년 2월 10일, MATE Speaking과 Writing이 민간 자격 국가 공인 시험으로 인정받았다. 
MATE는 수험자가 주어진 컴퓨터에서 소리, 영상, 문자로 제시되는 과제를 헤드셋(말하기의 경우)과 키보드(쓰기의 경우)을 사용하여 답안을 입력하는 방식으로 치춰진다. MATE의 문항은 실생활에서 흔히 접하는 상황으로 제시되며 여기에 적합한 언어기능을 측정할 수 있도록 고안되었다.
MATE Speaking은 미국에서 사용되고 있는 ACTEL(American Council on the Teaching of Foreign Languages)의 직접 면담 방식(Oral Proficiency Interview)과 CAL(Center for Applied Linguistics)의 모의 면담 방식(Simulated Oral Proficiency Interview)을 영어를 외국어로 사용하는 상황에 맞게 응용 개발된 시험이다. MATE Writing은 ACTFL의 쓰기 능력 평가에 대한 연구를 근거로 하여 개발되었다.

## 연혁
- 1997년 
  - 제1차 숙명 영어 테스트 개발팀 출범
- 1998년
  - 제2차 숙명 영어 테스트 개발팀 출범
    1. 1차 연도에 개발된 MATE 말하기 테스트의 문제 은행 구축, 평가단 확장, ACTFL 및 CAL과의 협력 관계, MATE 운영을 위한 공동사업체 모색
    2. MATE 말하기 테스트와 한 조를 이루면서 완벽한 영어수행능력평가 도구로 자리할 MATE 쓰기 테스트 개발

  - 미국 메릴랜드 대학교 TESOL 담당 과장인 론 슈워츠(Ron Schwartz) 교수를 초빙하여 테스트 개발을 위한 OPI Wokrshop을 진행
- 1998년 10월
  - 1차 개발된 테스트 원형을 가지고 SOPI를 개발한 미국의 스탠스필드(Stansfield) 교수의 구체적인 자문을 받음
- 1999년
  - 숙명 영어 테스트 개발팀이 미국 샌디애고에서 개최된 ACTFL OPI 워크샵 참가
  - 하와이 대학교의 언어 교육 센터 소장이며 ACTFL의 공인 평가자 훈련 자격 소지자인 David Hiple 박사를 초청하여 숙명여대에서 개최한 ACTFL 공식 Workshop에서 평가자 과정 이수
  - CAL에서 폴 발레리(Paul Valery) 박사를 초청, 평가 방식 초청 설명회 개최
- 2000년
  - 찰스 스탠스필드(Charles Stansfield) 박사 초청
- 2003년
  - MATE 관리 위원회 연구진 미국 필라델피아에서 개최된 ACTFL OPI 워크샵에 참가하여 교육 과정 이수
  - ACTFL OPI 평가 체제에 근거한 워크샵 개최를 통해 숙명여대가 평가 자격을 공인해 주는 방안 연구
- 2006년2월 10일
  - MATE Speaking, Writing 민간 자격 국가 공인 취득
    - MATE Speaking: 교육인적자원부 2006-4호(Expert-Moderate Mid)
    - MATE Writing: 교육인적자원부 2007-7호(Expert-Moderate Mid)
- 2007년11월 19일
  - MATE Speaking, Writing 민간 자격 국가 재공인 취득
    - MATE Speakin:교육 인적 자원부 2007-6호(Expert-Moderate Mid)
    - MATE Writing: 교육 인적 자원부 2007-7호(Expert-Moderate Mid)

## 평가 영역

### MATE Writing
- 과제 완성도(Task Completion): 수험자가 영어로 무슨 내용을 어떤 형식으로 쓸 수 있는가에 대한 전반적인 수행능력을 평가하는 것으로 각각의 문항이 요구하는 형식과 내용에 맞게 쓸 수 있어야 한다. 또한 주어진 상황 안에서 다양한 주제를 다루어 효과적인 글쓰기를 할 수 있어야 한다.
- 문법(Grammar): 수험자의 문장구성능력을 평가하여, 사회언어학적 능력, 맞춤법, 어휘, 문법 등과 같은 언어능력을 평가하는 것으로 정확성이 요구되는 영역이다.
- 구문 형태(Organization): 글의 구성과 전개 능력을 평가하는 영역으로, 간단한 메모나 이메일 쓰기와 같은 비공식적인 글쓰기에 신문원고 및 보고서와 같은 공식적인 글쓰기에 이르기까지 다양한 글의 조직능력을 평가한다.

### MATE Speaking
- 과제 수행능력 및 기능(Global Tasks and Funcitons): 수험자의 유창성, 어휘, 문법의 개별적 영역의 평가가 아니라 실생활 속에서 언어를 사용하여 수행할 수 있는 일을 전반적으로 살펴봄으로써 실제 언어 사용 능력 평가한다.
- 적절한 맥락과 내용(Context and Content): 수험자가 언어를 사용하고 있는 상황에 얼마나 잘 대처하는가를 평가한다. 자기 주변에서 일어나는 친숙하고 일상적인 상황 대처보다 자기 자신에서 벗어난 다양하고 복잡한 주제를 다루며 공식적 상황에도 대처할 수 있는 능력을 살펴본다.
- 정확성(Accuracy): 수험자가 상대방에게 자신의 메시지를 얼마나 잘 전닥하고 이해시키느냐를 평가한다. 화자의 발음과 유창성, 어휘와 문법, 사회,실용적 능력이 중요한 역할을 한다. 구체적으로 발음은 강세 및 억양, 유창성은 말의 속도와 문장 연결 능력, 어휘는 화자가 사용 가능한 단어와 범위와 적합성, 문법은 단어 형태에 대한 지식과 문장 구성 능력, 사회,실용적 능력은 영어 사용 문화권에 대한 지식을 말한다.
- 구문 형태(Text Type): 구문의 양과 구성적 측면을 평가한다. 초급 수준에서는 '단어'나 '구문', 중급에서는 '문장', 고급에서는 '단락', 최상급의 수준에서는 여러 단락의 논리적 '구성력'을 평가한다.

## 종류

### SMU-MATE
- 졸업 자격 시험 : 학기 제한 없이 재학 중 1회 응시 가능. 무료.
- 정기 시험 : 홀수 달 첫째 토요일에 실시. 유료.

### G-MATE
G-MATE는 기존의 MATE의 축소 형태이며 숙명여자대학교 내의 필수 교양 과목인 영어토론과발표(1학기),영어읽기와쓰기(2학기)의 기말고사를 대체하는 시험이다. 기준 점수를 넘지 못하면 해당 과목에서 F를 받는다.

## 같이 보기
- TOEIC
- TOEFL
- TEPS
- PELT
- TOSEL
- SNULT
- ESPT